# Biarritz

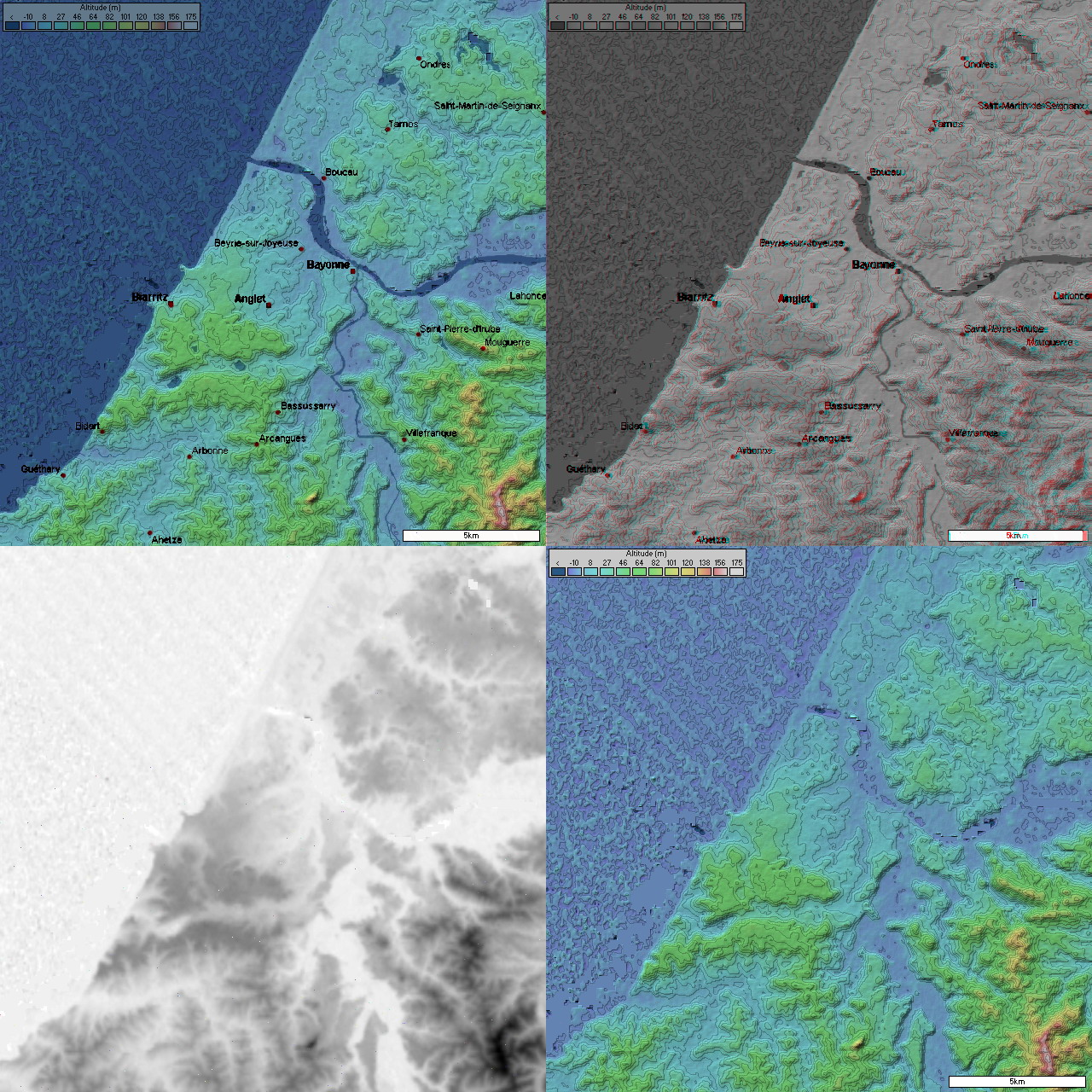
Topografia di Biarritz e dei comuni limitrofi Anglet e Bayonne

Biarritz (in basco Miarritze) è un comune francese di 24 993 abitanti situato nel dipartimento dei Pirenei Atlantici nella regione Nuova Aquitania. Fa inoltre parte del Paese basco francese.

## Geografia fisica
La città è delimitata dall'oceano Atlantico. La punta (cap) Saint-Martin, dominata dal Faro di Biarritz, segna il limite tra la costa sabbiosa a nord, che prosegue per alcune centinaia di chilometri fino all'estrema punta della Gironda, e gli scogli dei Paesi Baschi a sud.

### Comuni limitrofi
- Anglet a nord
- Bidart a sud

### Clima
Il clima di Biarritz è oceanico. L'estate è calda e l'inverno è mite. La città ha temperature temperate dall'oceano tutto l'anno.
| BIARRITZ           | Mesi | Mesi | Mesi | Mesi | Mesi | Mesi | Mesi | Mesi | Mesi | Mesi | Mesi | Mesi | Stagioni | Stagioni | Stagioni | Stagioni | Anno |
| BIARRITZ           | Gen  | Feb  | Mar  | Apr  | Mag  | Giu  | Lug  | Ago  | Set  | Ott  | Nov  | Dic  | Inv      | Pri      | Est      | Aut      | Anno |
| ------------------ | ---- | ---- | ---- | ---- | ---- | ---- | ---- | ---- | ---- | ---- | ---- | ---- | -------- | -------- | -------- | -------- | ---- |
| T. max. media (°C) | 12,2 | 12,6 | 13,3 | 15,7 | 19,8 | 22,6 | 25,3 | 25,6 | 23,3 | 20,3 | 15,7 | 12,5 | 12,4     | 16,3     | 24,5     | 19,8     | 18,2 |
| T. min. media (°C) | 5,2  | 5,6  | 6,8  | 10,5 | 11,6 | 15,2 | 18,2 | 18,3 | 14,5 | 11,6 | 7,8  | 5,6  | 5,5      | 9,6      | 17,2     | 11,3     | 10,9 |

## Storia

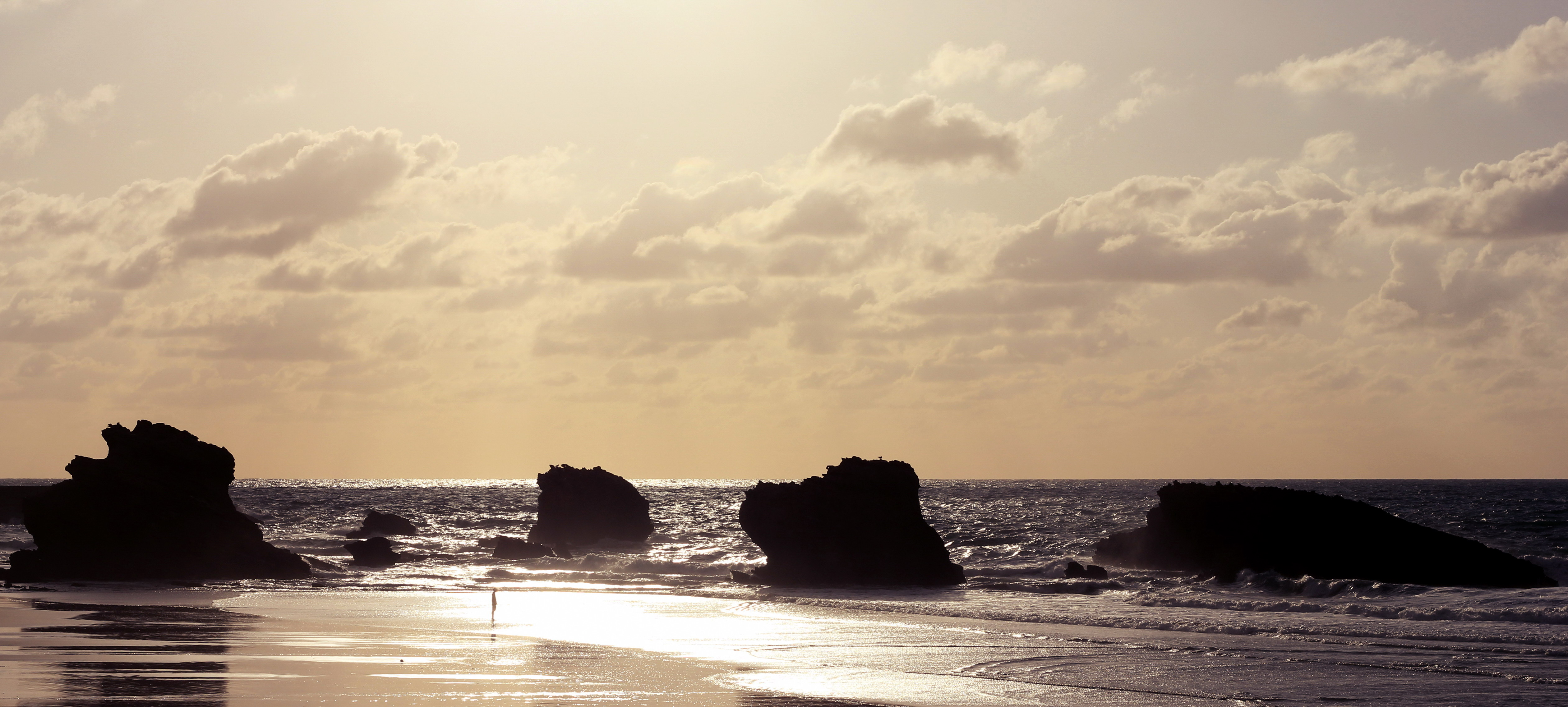
Scogli di Biarritz

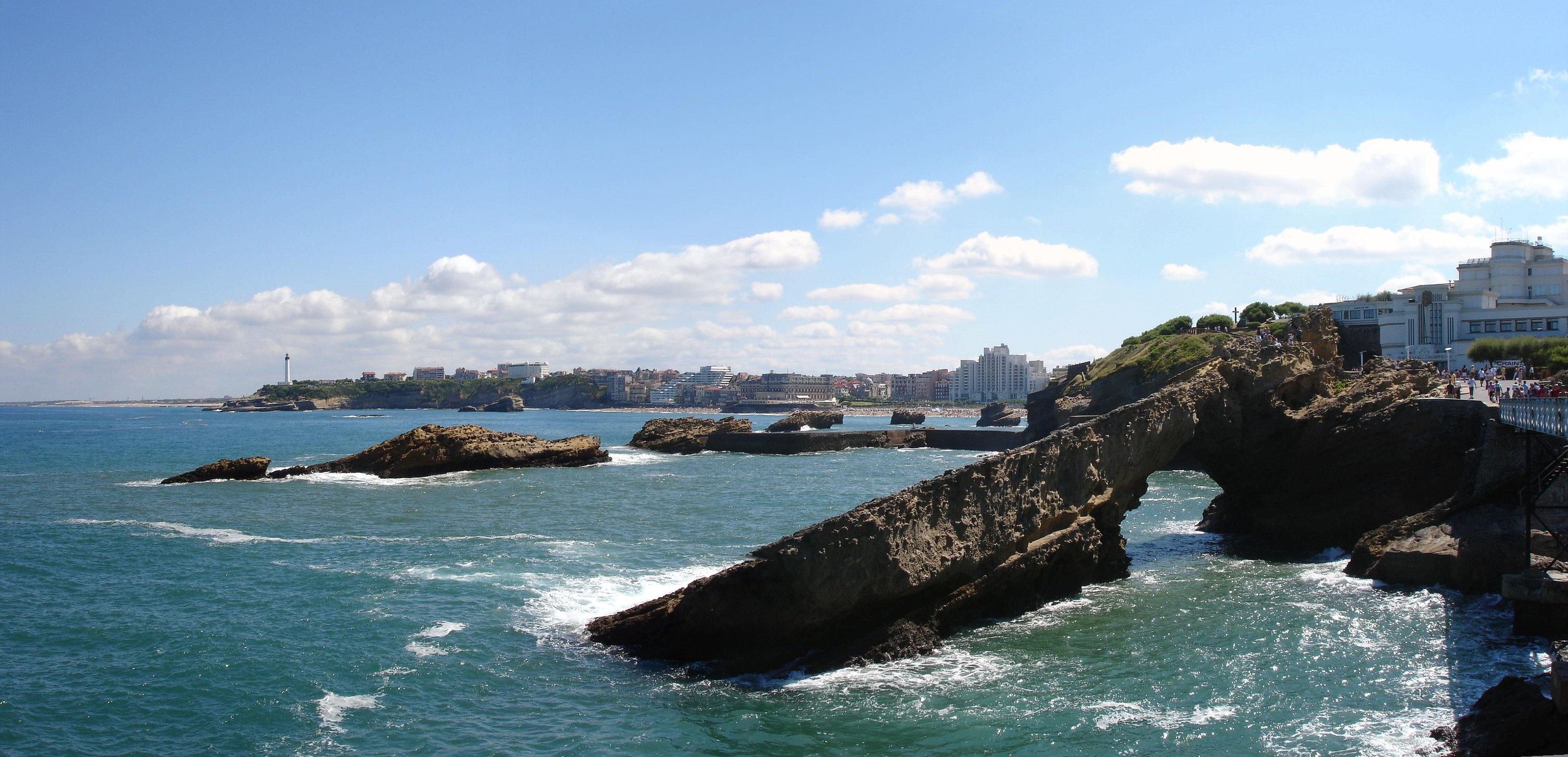
Biarritz, panorama

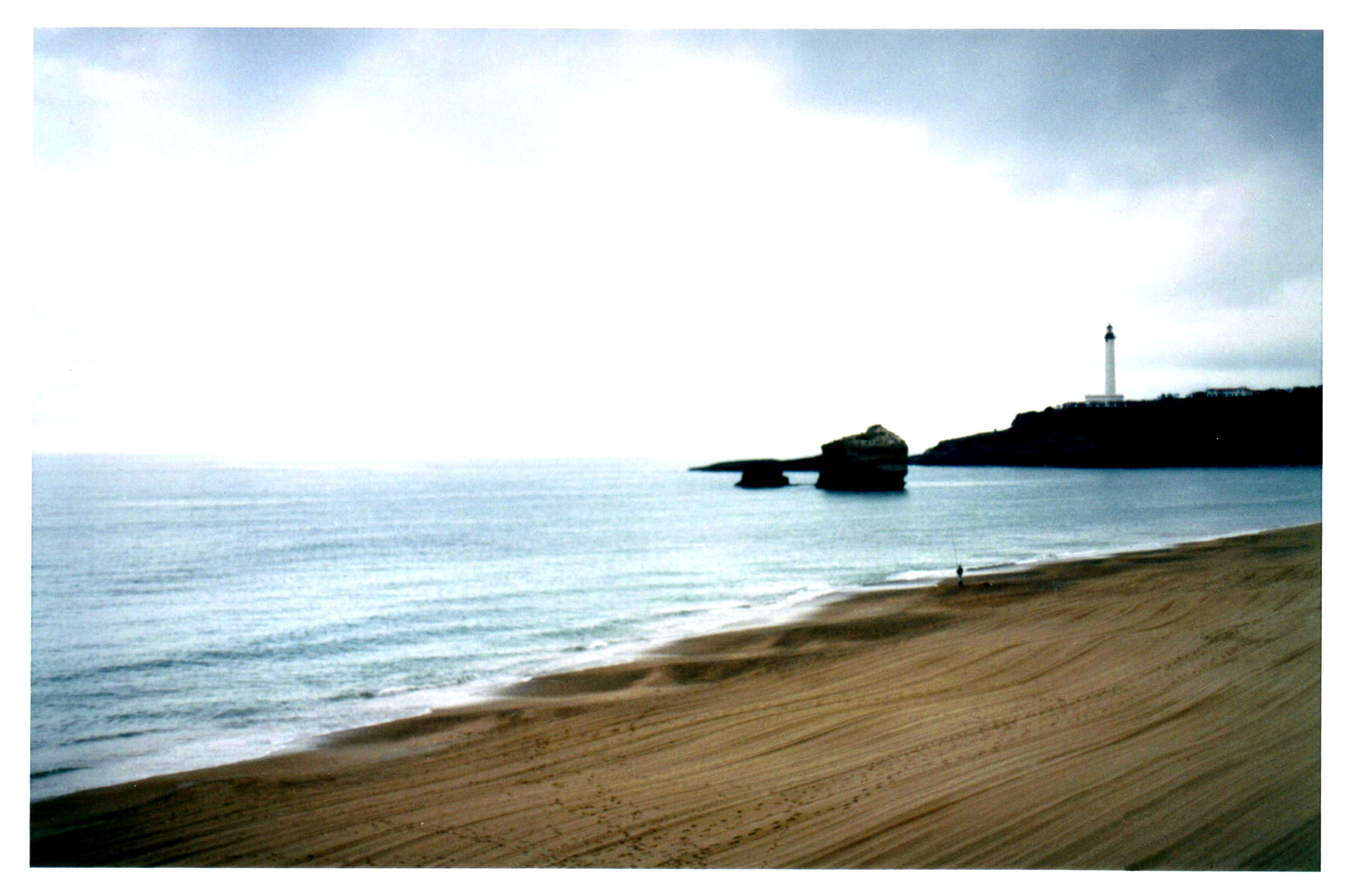
La grande plage e il faro

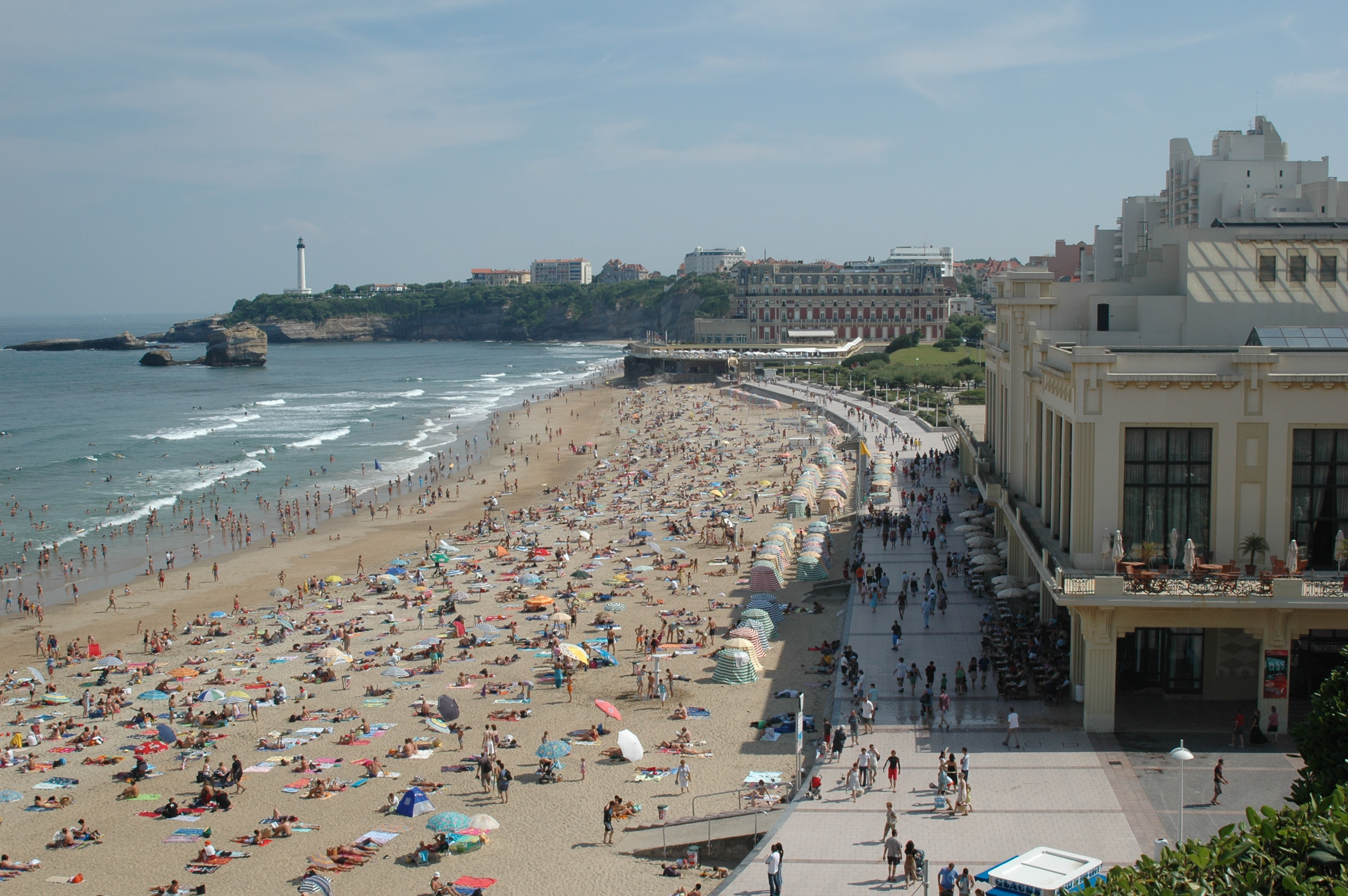
La grande plage

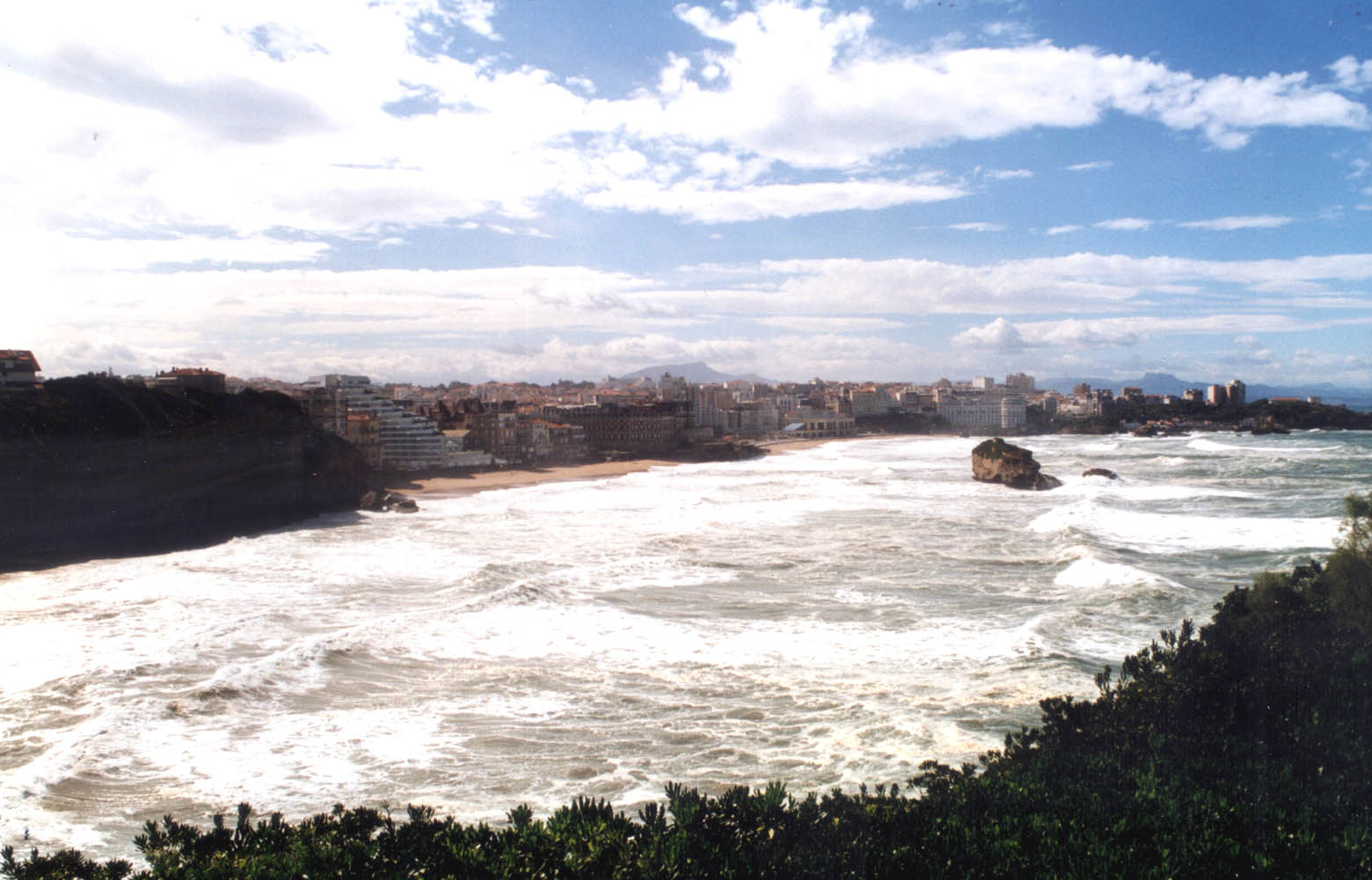
Panorama dalla pointe Saint-Martin

Stazione balneare rinomata nel XIX secolo, consisteva in un piccolo villaggio di pescatori di balene quando Victor Hugo la scoprì nel 1843 (ed evocava già il rischio di vederla diventare una città balneare); in seguito l'Imperatrice Eugenia decise di farne un luogo di villeggiatura dopo avervi soggiornato due mesi nel 1854 e quando Napoleone III le costruì un palazzo avente la forma della lettera E.
Questo episodio attirò le famiglie reali di tutta Europa e la città divenne "la regina delle spiagge e la spiaggia dei re". Biarritz ha mantenuto il ricordo di questo periodo tramite monumenti caratteristici, quali una chiesa ortodossa con la cupola dipinta di blu avente lo scopo di attirare le visite dell'aristocrazia russa precedente la rivoluzione d'ottobre (le tournée dei grandi duchi sono rimaste nell'immaginario locale).
Il nome originario della città (nel Medioevo) era Béariz. Nel suo stemma una grande nave per la caccia alla balena resta il simbolo della città.
All'inizio degli anni 1960, Biarritz scopre il surf con una tavola importata dalla California durante le registrazioni di un film. Alcuni cittadini di Biarritz iniziano a praticare questo sport, lanciando una moda che porterà la città ad essere oggi uno dei poli europei del surf, grazie alla buona qualità delle sue onde.
Dal 24 al 26 agosto 2019 Biarritz ha ospitato il 45º vertice del G7.

## Società

### Evoluzione demografica
Abitanti censiti
Fonti: █ INSEE █ fr.wiki

## Monumenti e luoghi d'interesse

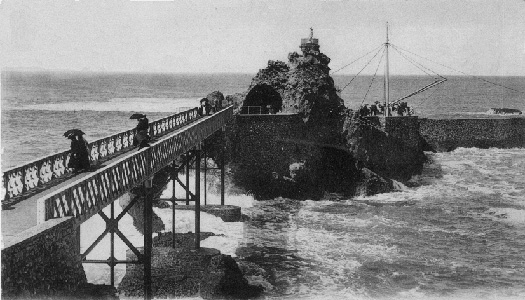
Lo scoglio della Vergine (nel 1913)

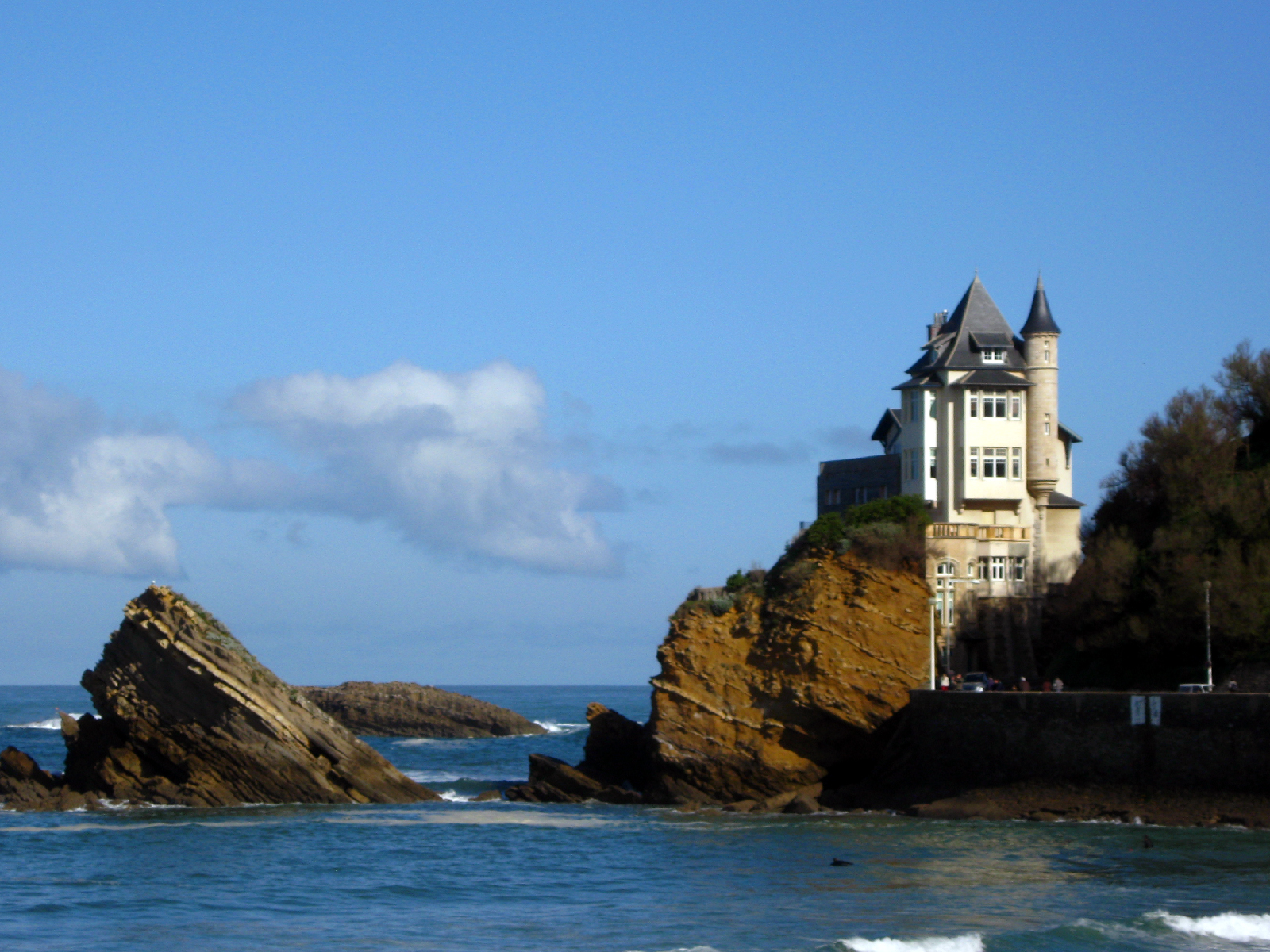
La Villa Belza

- Il Rocher de la Vierge (scoglio della Vergine) è il vero emblema della città. Napoleone III forò questo scoglio con lo scopo di farne una base per la costruzione di un porto-rifugio. Nel 1865 vi è stata installata una statua della Vergine comprata all'esposizione franco-spagnola di Bayonne. L'antica passerella in legno è scomparsa nel 1887 per lasciare il posto a una passerella degli atelier Eiffel, su cui è bene non passeggiare in caso di mare mosso. Da questo scoglio si può ammirare tutta la costa

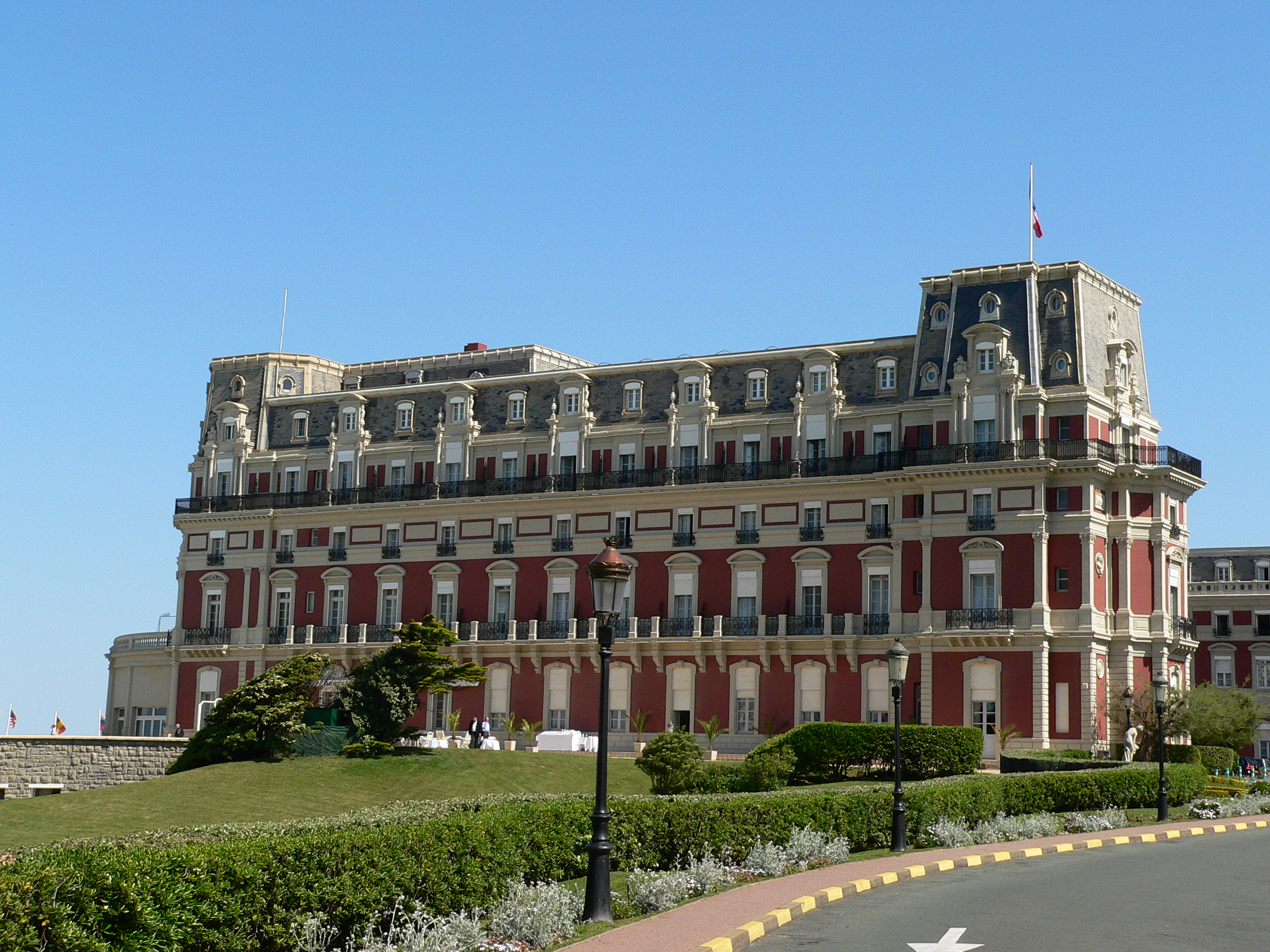
Hôtel du Palais

- Il palazzo di Eugenia, o l'hôtel du Palais
- Il Casinò in stile Art Déco, situato in pieno centro al bordo della grande plage (la spiaggia principale). Rinnovato negli anni 1990.
- Il faro di Biarritz della punta Saint Martin, costruito nel 1834, è uno dei più visibili dal mare in questa parte del golfo di Guascogna.
- I terreni da golf: soprattutto il golf du Phare in centro, costruito dagli inglesi nel 1888
- L'ippodromo
- La cappella Imperiale
- La villa Belza. Questo edificio, opera dell'architetto Alphonse Bertrand, costruito dal 1880 al 1895 per Marie-Belza Dubreuil, si trova sulla roccia del Cachaous. Durante le années folles successive alla prima guerra mondiale vi erano collocati un cabaret e un ristorante russo. Adesso contiene degli appartamenti
- La spiaggia cul de chein spine Biarritz, famosa per il colore marroncino della sabbia
- Il castello di Françon

### Musei

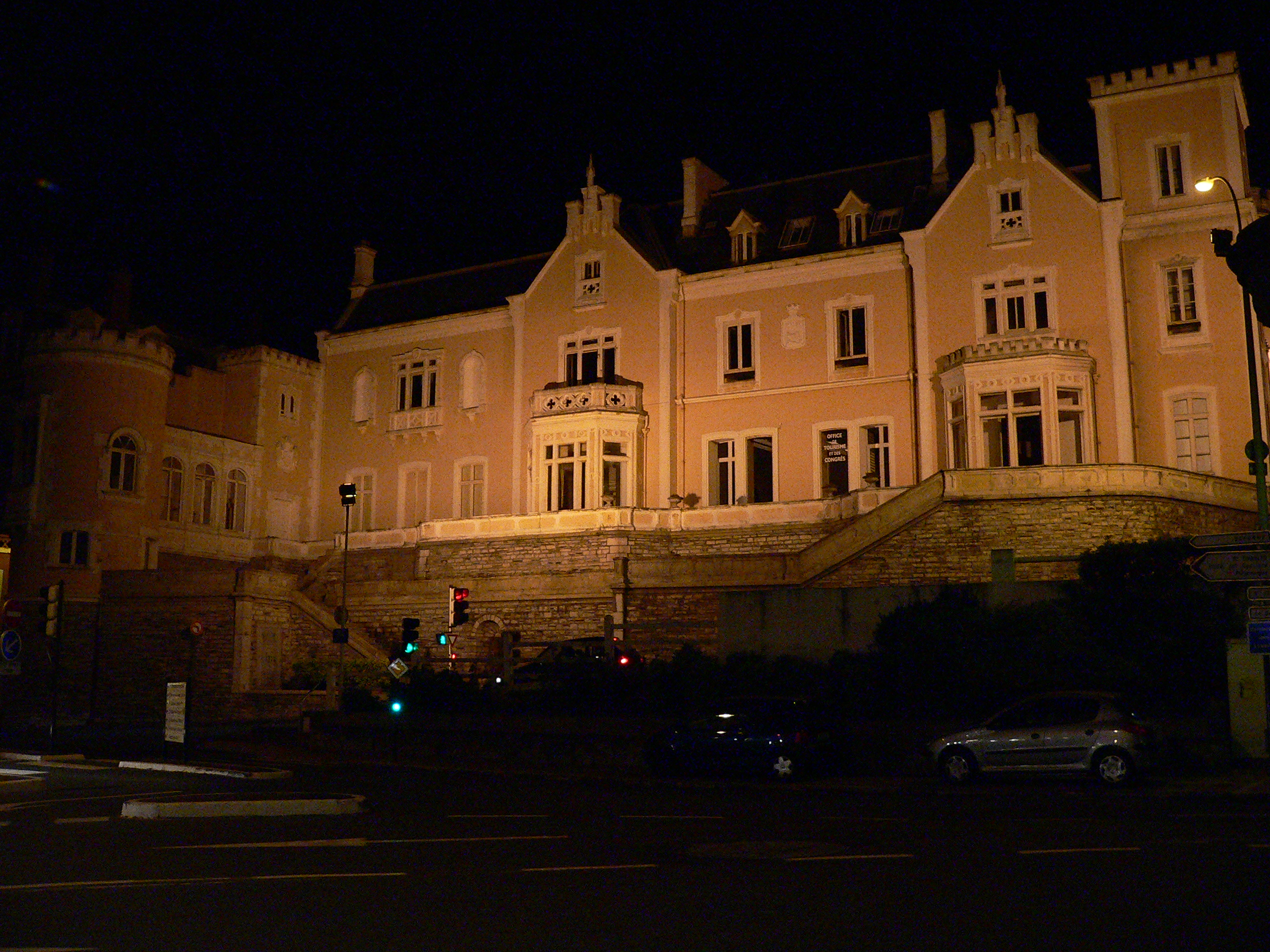
Ufficio del turismo e dei congressi

- Musée de la Mer. Questo edificio in stile Art Déco, la cui costruzione risale al 1935, contiene una collezione importante di animali e uccelli marini. Gli acquari sotterranei mostrano la vita marittima del golfo di Guascogna: pesci, piante, molluschi e crostacei. Al primo piano sono esposte le tecniche usate nella pesca. Al secondo la "grotta degli squali" e le foche.
- Museo della cioccolata.
- Asiatica, museo di arte orientale.
- Museo storico di Biarritz, situato in un'antica chiesa anglicana.

## Economia

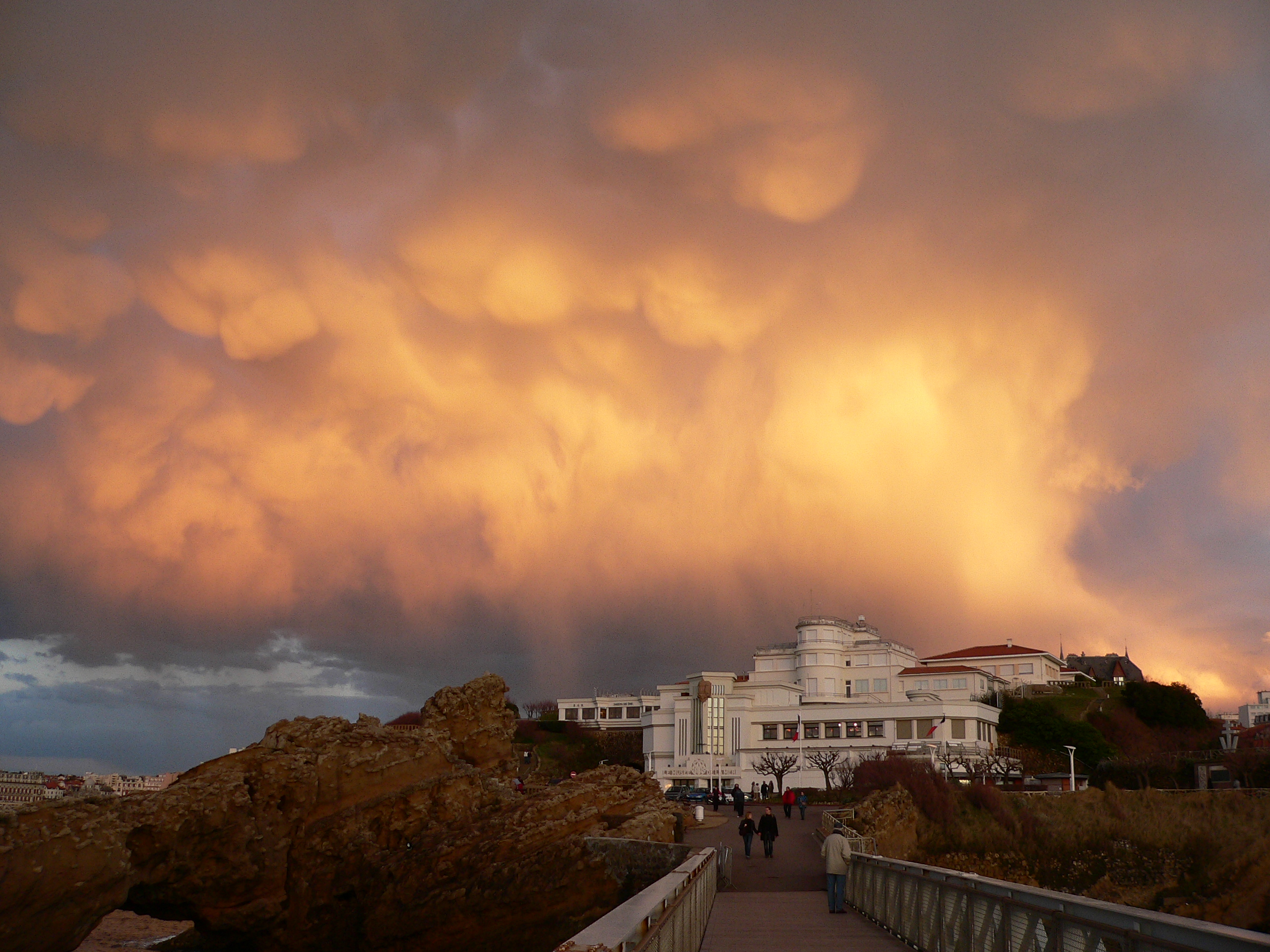
Museo del Mare

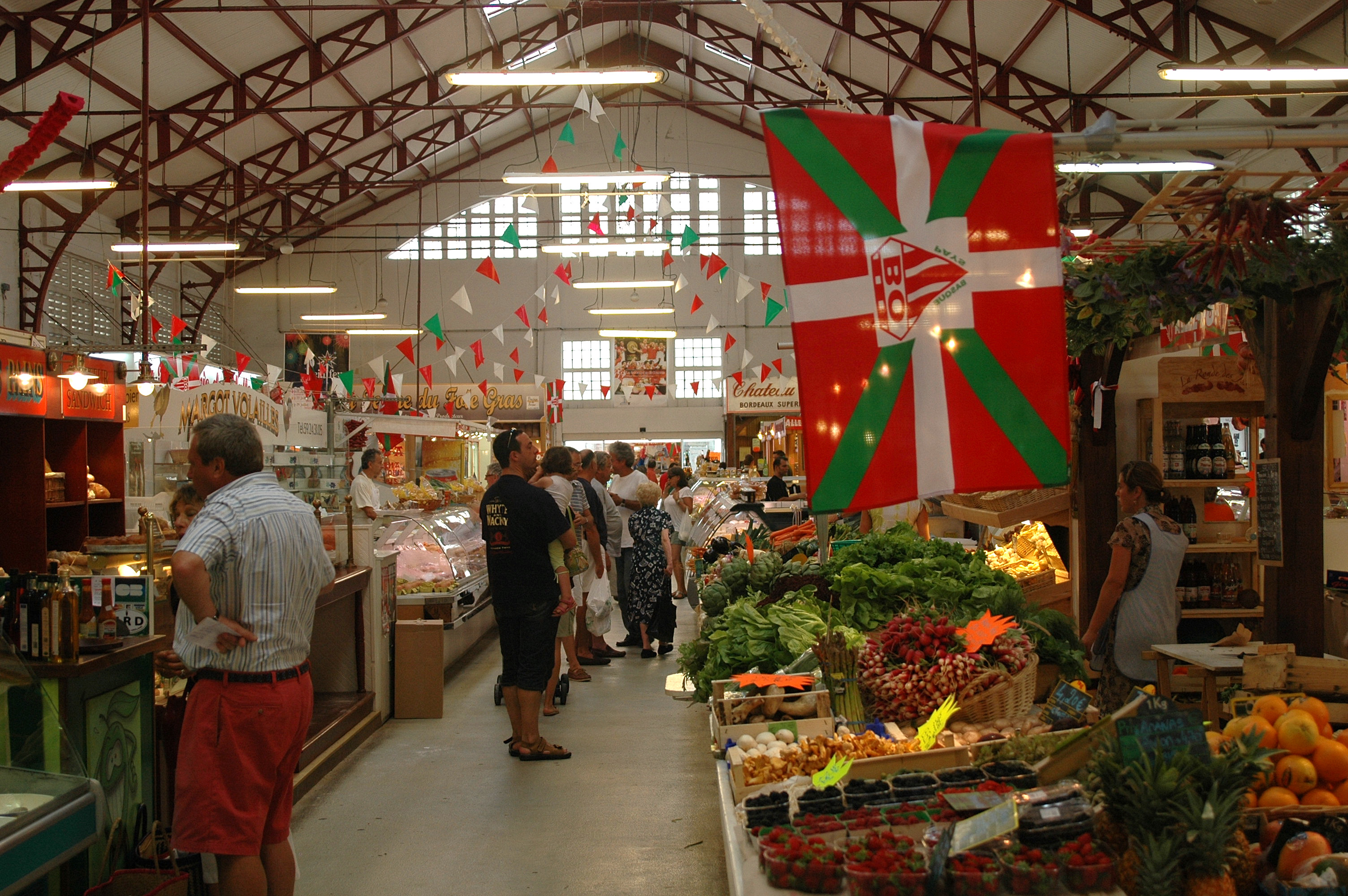
Il mercato

Biarritz è associata in una communauté d'agglomération con le città vicine di Anglet e Bayonne (la BAB) con cui divide l'amministrazione dell'aeroporto di Biarritz - Anglet - Bayonne.
Attività economiche locali:
- Turismo
- Sport (golf e surf)
- Talassoterapia

## Sport
- Rugby: il club di rugby Biarritz Olympique (B.O.) è il club più importante della città. Fondato nel 1913, ha vinto il campionato di Francia 5 volte (1935, 1939, 2002, 2005 e 2006). Gioca nello stadio di Aguiléra, attualmente in ricostruzione.
- Surf: Biarritz accoglie regolarmente delle competizioni di surf.
- Pelota basca: la città organizza numerosi tornei amatoriali e professionisti, tra cui i Masters du Jaï Alaï de cesta punta in luglio.
- Golf: Al golf du Phare si gioca la Biarritz Cup, importante competizione amatoriale.

## Amministrazione

### Gemellaggi[2]
- Jerez de la Frontera, dal 1996
- Augusta, dal 1992
- Cascais, dal 1986
- Ixelles, dal 1958
- Saragozza, dal 1986[3]

## Biarritz al cinema
- L'invenzione di Morel (1974), film di Emidio Greco. Biarritz viene citata dai protagonisti a proposito della vacanza appena trascorsa.
- Hôtel des Amériques (1981), film di André Téchiné con Catherine Deneuve e Patrick Dewaere.
- Il raggio verde (1986), film di Éric Rohmer in cui Hubert Reeves spiega il fenomeno del raggio verde in una scena situata sulla passeggiata del faro.
- Le ciel les oiseaux et...ta mère! (1999), film di Djamel Bensalah, con Jamel Debbouze, Olivia Bonamy, Stephane Soo Mongo, Lorant Deutsch, Julien Courbet.